# Philaia kusnezovi
Philaia kusnezovi är en insektsart som beskrevs av Metcalf 1967. Philaia kusnezovi ingår i släktet Philaia och familjen dvärgstritar. Inga underarter finns listade i Catalogue of Life.